# ドミニカ侵攻
ドミニカ侵攻 （ドミニカしんこう、英: Invasion of Dominica）は、アメリカ独立戦争中盤の1778年9月7日に、フランスがイギリス領西インド諸島のドミニカに侵攻し、成功した戦いである。この戦闘は、カリブ海のイギリス当局が、アメリカとの同盟国としてフランスが参戦したことをまだ知らないときに起こった。西インド諸島のフランス総督ド・ブイエ侯爵フランソワ・クロード・アムールは8月17日にフランスが参戦したことを知らされ、侵攻部隊を編成し、ドミニカのフランス語を話す人々の支援を得るためにスパイを侵入させた。
1778年9月7日早朝、フランス軍がドミニカ島南東の海岸に上陸した。この部隊は直ぐに島の防衛拠点の幾つかを掌握した後に、島の首都ロゾーを見下ろす高台を占領した。島の副総督ウィリアム・スチュアートは残っていた部隊と共に降伏した。この後、ドミニカ島は終戦までフランスの支配下にあったが、戦後イギリスに返還された。

## 背景
アメリカ独立戦争の転回点となった1777年10月のサラトガの戦い、それに続くイギリス軍ジョン・バーゴイン将軍軍隊の降伏後、フランスは新生間もないアメリカの同盟国として、この戦争への参戦を決めた。フランスが参戦する目的には、七年戦争敗北の結果としてイギリスに譲った領土の回復があった。特に興味があった失地は、フランス領マルティニーク島とグアドループの間にあり、1761年にイギリスに占領されていた西インド諸島のドミニカ島だった。この島を取り返せば、島の間の通信が改善され、フランス船を襲っていた私掠船の港としてドミニカの港を使えなくするという効果が見込まれた。
ドミニカでは、開戦の1775年から、総督のトマス・シャーリーが島の安全について心配していた。ロンドンの植民地担当部署からは防衛費を最小限にするよう指示が来ていたが、これに逆らってカシャクルーなどの砦の改良を推進していた。1778年6月にシャーリーが島を離れてロンドンに向かったとき、工事はまだ完成していなかった。指揮権は副総督のウィリアム・スチュアートに渡された。1778年8月にフランス領西インド諸島総督ド・ブイエ侯爵フランソワ・クロード・アムールがフランスの参戦を知らされた時にも、防御工作の工事は終わっていなかった。

## 前哨戦

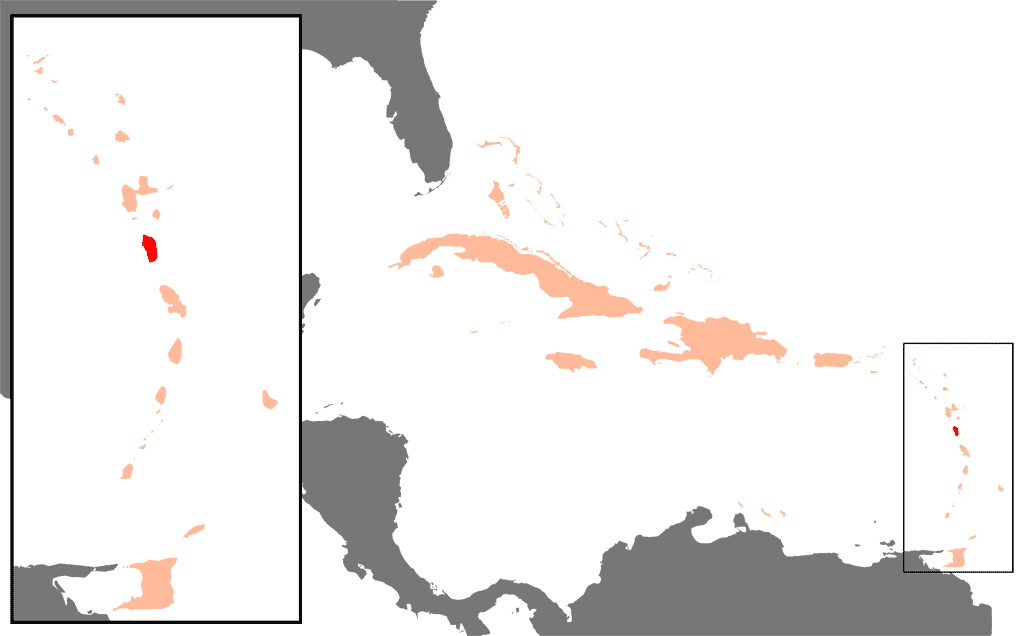
カリブ海におけるドミニカの位置

8月17日のフランス海軍のフリゲート艦コンコルドがマルティニーク島に到着し、パリからはできるだけ早い機会にドミニカを占領するよう命令が伝わってきたので、ド・ブイエは即座にその作戦を立てた。ドミニカの住人の多くはイギリスの管理下に入った年月でもフランス支持に留まっていたので、彼等との接触を保っていた。その結果、ドミニカの防御状況の詳細を知ることができ、その守備隊で「任務に適した兵士は50名」に過ぎないことが分かっていた。ド・ブイエは、戦力的にフランス艦隊をかなり上回るイギリスのサミュエル・バーリントン提督指揮下リーワード諸島艦隊の所在も心配していた。ド・ブイエは知らなかったが、バーリントンはその任務に就いたばかりであり、新しい指示が来るまではバルバドス島にその艦隊の大半を留めておくよう命令を受けていた。ドミニカ島のイギリス軍は総員約100名であり、首都のロゾー、それを見下ろす岡、およびカシャクルーの防衛拠点に分散していた。

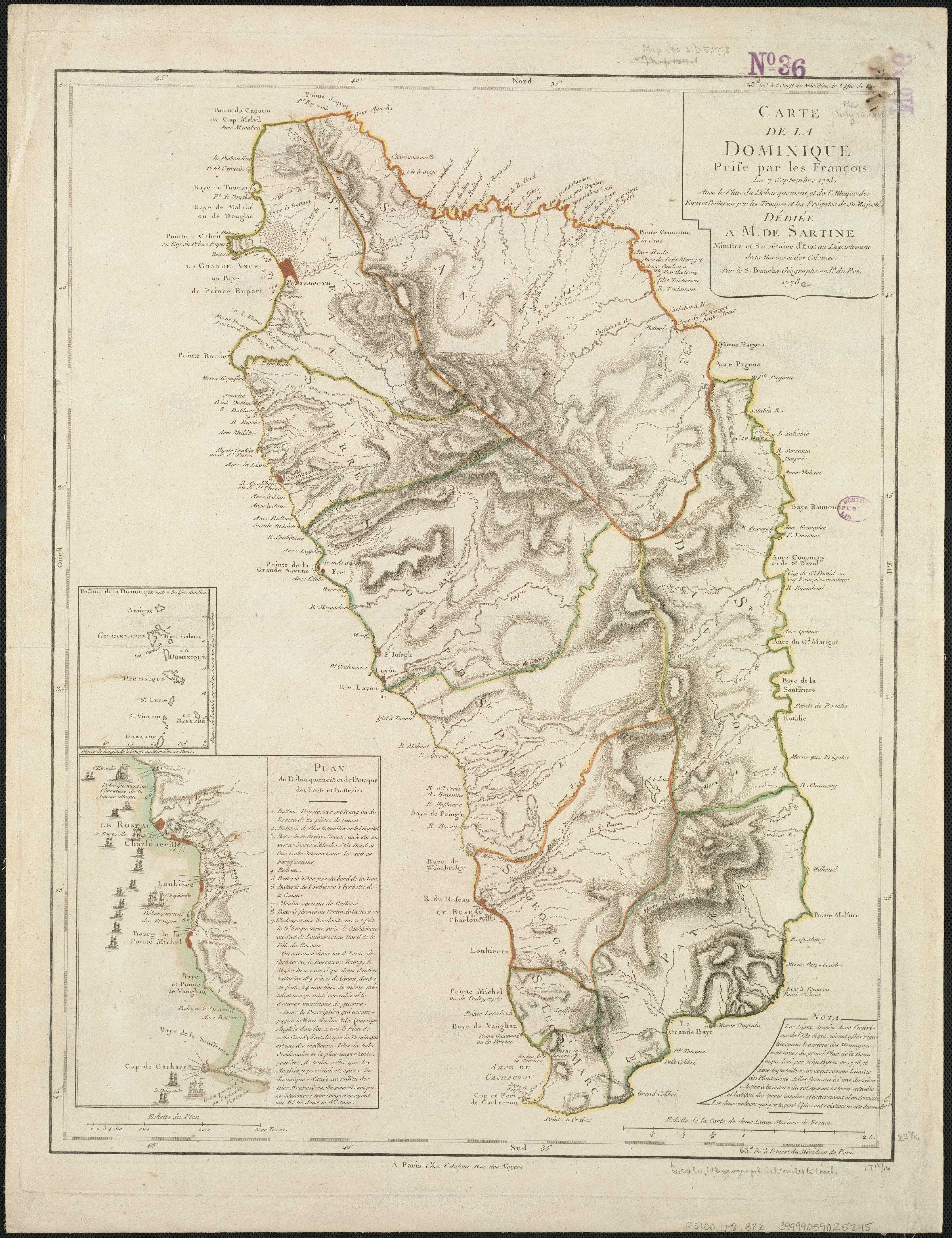
フランスによる1778年のドミニカ島防衛拠点を示す地図、島の左下にカシャクルー、右上にプリンスルパート湾がある

ド・ブイエはマルティニーク島で侵攻部隊の準備を始めながら、ドミニカの当局との交渉では、表面上の和平を装っていた。9月2日、ド・ブーイエとスチュアート副総督は、私掠船の乗組員による略奪を正式に禁じる合意書に調印していた。翌日ド・ブイエは士官の1人をドミニカ島に送り、イギリス海軍のフリゲート艦がプリンスルパート湾（現在のポーツマス近く）に碇泊しているかを確かめさせた。スチュアートはこの士官を疑い、尋問した後に釈放した。9月5日、ド・ブイエは、イギリスのフリゲート艦がバルバドスに向けて出港したことを知り、即座に侵攻に取りかかった。その夜、フランス人数人（イギリスの史料では島に侵入していたフランス兵としている）がカシャクルーの砲台に入り、守備兵に酒を飲ませ、砦の大砲の砲口に砂を注いで一時的に使えない状態にした。ド・ブイエは、実際に何人かのスパイを島に侵入させ、地元のフランス語を話す民兵にはいざという時に任務を放棄するよう説得させていた。

## 侵攻
1778年9月6日日没後、フランス艦隊のフリゲート艦トゥールトレル、ディリジャン、アンフィトリト、コルベット艦エトゥールディおよび小艦艇数隻の船隊にフランス兵1,800名と志願兵1,000名が乗艦し、マルティニーク島を出港した。史料によってはフランス軍の勢力についてかなり異なる数を記している。ここではド・ブイエの報告書から引用しているが、イギリスの史料の中にはフランス軍が4,500名に上っていたとするものもある。最初の攻撃対象はカシャクルーの砲台であり、そこではイギリス軍守備隊が酒で正気を失い、大砲は使えない状態だったので、9月7日夜明け頃にほとんど抵抗も無く占領された。イギリス軍第48歩兵連隊の兵士2人が胸壁を乗り越え、下に落ちて死んだ。砲台を確保したフランス軍は大砲を発砲し、その内通者に送る信号として空に向かってロケットを打ち上げた。これらのことでロゾーのスチュアート副総督も気づき、直ぐに警鐘が鳴らされた。フランス系ドミニカ人民兵の多くがド・ブイエの手配通り、集まらなかった。最終的には約100名の民兵が集まり、ロゾー防衛の部隊に割り当てられた。

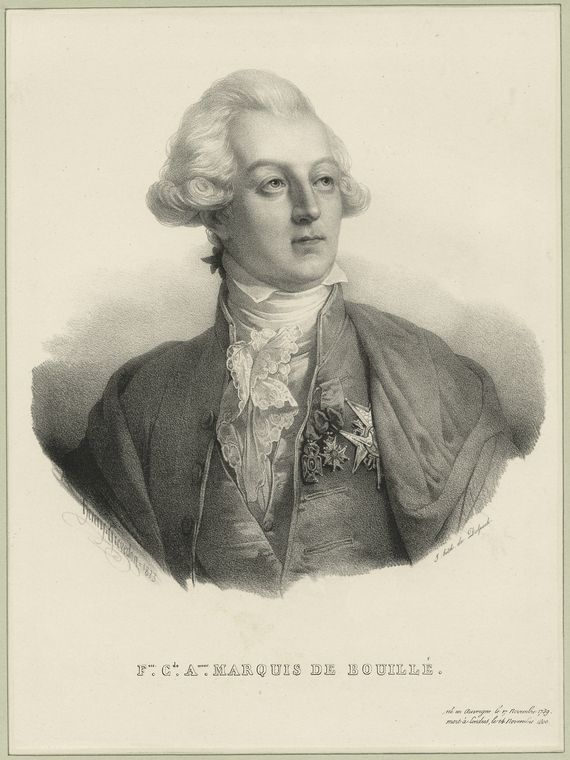
ド・ブイエ侯爵フランソワ・クロード・アムール

フランス軍はカシャクルーとロゾーの間に部隊を進行させた。その目標は首都の上にある高台を占領することだった。1,400名の主力部隊はロゾーの南約2マイル (3 km)、ポワン・ミッシェル近くで上陸した。丘の砲台からの激しい砲撃で40名の損失を出した。ド・ブイエは別の600名をポワン・ミッシェルとロゾーの間にあるルービエールで上陸させ、さらに500名をロゾーの北に上陸させたうえに、艦隊のフリゲート艦をロゾーの防御部隊への砲撃のために移動させた。フランス軍は海岸のルービエールの砦を簡単に占領したが、高台からの砲撃で3度撃退された。別働隊が高台に到着して丘の砲台を占領するまで後退することにした。正午までにフランス軍が首都の上の高台を占領し、スチュアート副総督は事態が絶望的であることを理解した。
その後は交渉に移り、スチュアートとド・ブイエは午後3時頃に降伏条件書に署名した。その手続きはフランスのフリゲート艦の1隻に妨げられた。その艦長は明らかに手続きが進行中であることを知らず、イギリス軍旗が依然として翻っているヤング砦を砲撃した。両軍の指揮官は急ぎ砦に向かい、合意が完結する前にそれ以上交戦が続くのを止めさせた。続いてフランス軍は正式にロゾーを支配下に置いた。イギリス軍正規兵は戦争捕虜となり、民兵は釈放され家に帰された。ド・ブイエは住民との良好な関係を保つことに関心があり、軍隊には町を略奪させなかった。その代りに島の住人から4,400ポンドを徴収し、それを兵士に分けさせた。

## 戦闘の後
ド・ブイエの公式報告書ではフランス軍に損失が無かったことになっていた。スチュアート副総督は、フランスが侵攻中に蒙った損失を明らかに隠していると報告した。ド・ブイエは800名の守備隊（フランス正規兵700名、自由黒人民兵100名）を島に残して、指揮権をド・デュシリュー侯爵に渡し、自分はマルティニーク島に戻った。
ドミニカ陥落の報せはロンドンで驚愕をもって迎えられた。戦列艦1隻でもあれば攻撃を防ぐことができたと考えれば、バーリントン提督はこの損失を強く責められ、その受けた命令に固執しすぎていたことを非難された。バルバドスで遅れてきた命令と援軍を受け取ったバーリントンは、1778年12月にセントルシアを攻撃して占領した。これらの出来事はこの戦争中に何度も繰り返されたカリブ海諸島の支配権交替に繋がる軍事行動の初期のものであり、ド・ブイエも何度か戦闘に巻き込まれた。トマス・シャーリーは1781年にリーワード諸島総督に指名され、1782年に起きたセントキッツ包囲戦においてイギリス軍が降伏した時に、ド・ブイエによって捕虜にされた。
ドミニカ島は1784年までフランスが支配したが、ド・ブイエにとっては不本意なことに、1783年のパリ条約の条件によってイギリスに返還された。フランスが侵攻中に島の先住民や混血の者達に武器を与えたことは、イギリスにとって悩みの種になった。以前は大人しい方だったこの地元民部隊は、イギリスが島の占領範囲を拡大しようとしたことに抵抗し、1785年には紛争拡大に繋がっていった。